# Phascolosoma puntarenae
Phascolosoma puntarenae är en stjärnmaskart som beskrevs av Grnbe och Anders Sandoe Oersted 1858. Phascolosoma puntarenae ingår i släktet Phascolosoma och familjen Phascolosomatidae. Inga underarter finns listade i Catalogue of Life.